# Drosophila meridiana
Drosophila meridiana är en tvåvingeart som beskrevs av Patterson och Wheeler 1942. Drosophila meridiana ingår i släktet Drosophila och familjen daggflugor.
Artens utbredningsområde täcker sydvästra USA och norra Mexiko.

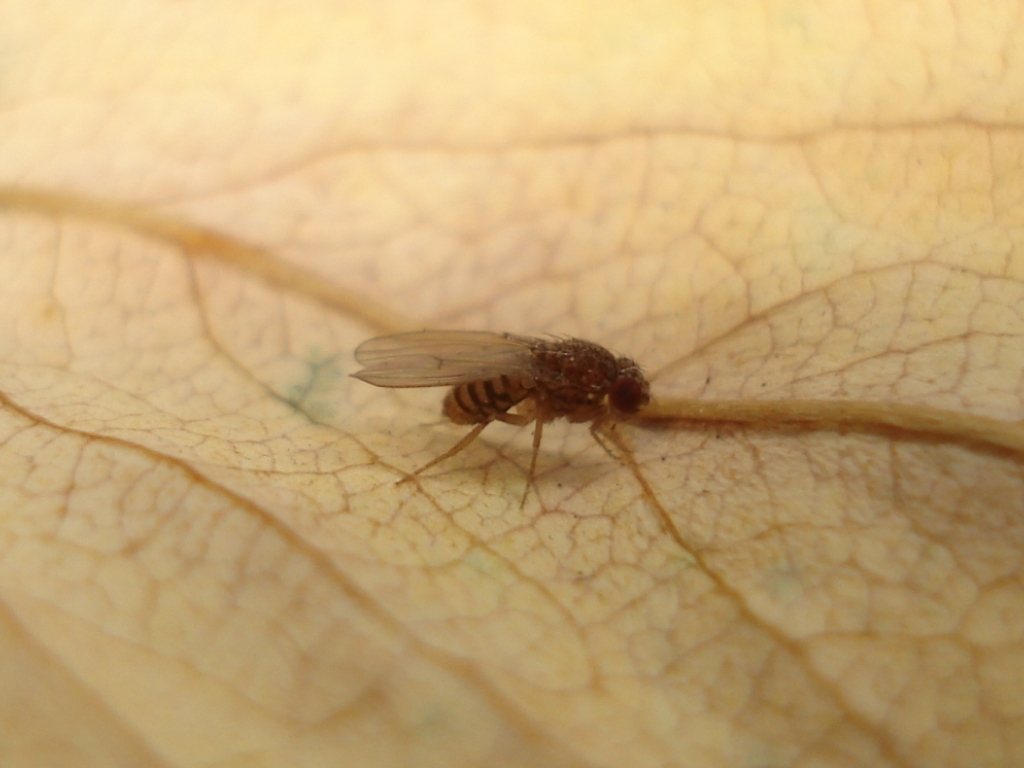